# Hoogtemeter (meetinstrument)
Een hoogtemeter is een instrument dat de hoogte boven het aardoppervlak aangeeft. In vliegtuigen is de hoogtemeter een belangrijk instrument. Maar ook bij bergbeklimmen, bij parachutespringen, bij parapente en bij deltavliegen is een hoogtemeter onmisbaar.
Ook wanneer men afdaalt, zoals in een grot, noemt men het instrument nog steeds hoogtemeter, ook al is het om de diepte te bepalen. Een dieptemeter wordt gebruikt voor de diepte onder water.

## Barometer
In zijn eenvoudigste vorm bestaat een hoogtemeter uit een barometer met een schaalverdeling die de hoogte aangeeft. Daarbij wordt gebruikgemaakt van het feit dat de luchtdruk afneemt wanneer de hoogte toeneemt. De lucht wordt ijler naarmate men hoger is; de luchtdruk neemt op zeeniveau met ca. 1 hectopascal (millibar) af voor iedere 27 voet dat men stijgt (10 hPa is 0,11 KM stijging in hoogte). De oudere instrumenten werken geheel mechanisch, de moderne hebben een elektronische luchtdruksensor en werken verder geheel elektronisch. Zodoende ontstonden er vele extra functies, terwijl de apparaten toch steeds kleiner werden.

### Luchtvaart
In de luchtvaart gebruikt men hoogtemeters die de hoogte aangeven volgens een rekenkundig model: de International Standard Atmosphere (ISA). De hoogte wordt internationaal aangeduid in voeten ten opzichte van zeeniveau. Omdat de aanwijzing van een hoogtemeter varieert met luchtdrukverschillen, is een instelling op de hoogtemeter aangebracht die door de piloot op de juiste luchtdruk wordt ingesteld. Deze wordt door de luchtverkeersleiding doorgegeven. Dat kan lokaal zijn op een luchthaven. Daarnaast worden de 'regional QNH' doorgegeven door Amsterdam Information en door Dutch Mil. Nederland is daarvoor in 5 gebieden verdeeld.
De aanwijzing is ook afhankelijk van de temperatuur. Hierdoor is de aanwijzing van een barometrische hoogtemeter soms minder nauwkeurig dan men zou willen. Ook is het zo dat luchtdrukvariaties ook meetfouten veroorzaken, hierom moet een barometrische hoogtemeter zo vaak als mogelijk "gelijkgezet" worden.
Als een vliegtuig (veel) hoger vliegt dan het hoogste punt in de omgeving, is het minder belangrijk om precies de vlieghoogte te weten. In plaats daarvan wil men zeker weten dat men niet op dezelfde hoogte vliegt als de andere vliegtuigen in de omgeving. Nu zou het kunnen gebeuren dat vliegtuigen vanuit verschillende vliegvelden met een verschillende hoogtemeterinstelling vliegen. Vliegtuig A vertrekt vanuit een lagedrukgebied, met 1000 hPa, en vliegtuig B vanuit een hogedrukgebied met 1020 hPa. Het ingestelde verschil is dan 20 hPa is, dus geven de meters een hoogteverschil ten opzichte van elkaar aan van 540 voet. Maar dat komt alleen door de instelling. In werkelijkheid vliegen ze even hoog.
Boven een bepaalde hoogte (de "transition altitiude, in Nederland 3500 voet) wordt de hoogtemeter ingesteld op de "standaarddruk" op zeeniveau: 1013,2 hPa. Iedereen heeft nu hetzelfde ijkpunt. Dat vliegtuig A dan in werkelijkheid niet op 5000 voet vliegt (zoals aangegeven op zijn hoogtemeter), maar bijvoorbeeld op 5300 voet, is niet erg. De 'tegenligger' meldt dat hij volgens zijn hoogtemeter, met de ingestelde standaard luchtdruk (1013,2 hpa), op 5500 voet vliegt. Dus een veilig hoogteverschil van 500 voet tussen de twee vliegtuigen. Dat hij in werkelijkheid ook 300 voet hoger vliegt dan de weergegeven 5500 voet op de hoogtemeter, is niet erg. Het hoogteverschil tussen de twee vliegtuigen, de zogenaamde 'separatie', is 500 voet.
Aangezien de weergegeven hoogte altijd afhankelijk is van de instelling (referentiewaarde) van de hoogtemeter zijn er verschillende mogelijkheden:

#### QNH
De hoogtemeter is ingesteld op de lokaal (op of rond een vliegveld) of regionaal (FIR) gemeten luchtdruk. De hoogte wordt weergegeven ten opzichte van zeeniveau. Deze instelling is verplicht en wordt gebruikt bij lage hoogtes (in Nederland tot 3500 voet). De hoogte die hiermee gemeten wordt, noemt men "altitude" (AMSL, Above Mean Sea Level).

#### QFE
Wanneer de hoogtemeter op de grond wordt ingesteld op 0 is de hoogte in principe de "ware" hoogte. De hoogte die hiermee gemeten wordt, noemt men height (AGL, Above Ground Level). Indien de elevatie ten opzichte van MSL bekend is, kan men aan de hand van beide waarden de QNH uitrekenen (QNH = subscale - (elevation / 27)).

#### QNE (Standard Altimeter Setting)
Wanneer de hoogtemeter is ingesteld op de Standard Altimeter Setting (1013.2 hPa) spreekt men van flightlevel. Het flightlevel wordt gebruikt boven de overgangshoogte (transition altitude), dit is in Nederland 3000 voet. Een klimmend vliegtuig zal in de klim bij het passeren van 3000' dus overgaan van QNH op de Standard Altimeter Setting: 1013.2 hPa.
Een dalend vliegtuig zal bij het passeren van het transition level (bijvoorbeeld FL045 (flight level 45, 4500' overgaan op de QNH. In verband met het aanwezige botsingsgevaar is het dan ook niet toegestaan om in de overgangslaag een kruisvlucht uit te voeren. De hoogte waarop de overgang plaatsvindt is regionaal bepaald. In geheel de VS en in Canada is deze hoogte 18000'; in Europa varieert deze tussen 3000' en 8000'.

### Radar
Een ander type hoogtemeter maakt gebruik van radar. Een hoogtemeter die volgens dit principe werkt geeft niet de hoogte boven zeeniveau aan, maar de afstand tot de grond en/of obstakels onder het vliegtuig. De radiohoogtemeter ook wel genoemd 'radarhoogtemeter' wordt in de commerciële luchtvaart gebruikt onder andere tijdens de automatische landing. Ook het Ground proximity warning system gebruikt de gemeten hoogte boven het terrein bij het bepalen van het afgeven van een waarschuwing. De radiohoogtemeter geeft dus de hoogte AGL (Above Ground Level) aan.

### GPS
Een modernere manier van het meten van de hoogte is met behulp van navigatiesatellieten, zoals het GPS-systeem. Met behulp van GPS kan met een 2-dimensionale meting de locatie bepaald worden. Met behulp van een 3-dimensionale meting kan ook de hoogte worden bepaald. GPS mag niet als primair navigatie-instrument in de luchtvaart worden gebruikt, maar alleen als controlesysteem voor de plaatsbepaling tijdens de kruisvlucht.
snelheidsmeter · kunstmatige horizon · hoogtemeter · bochtaanwijzer · gyrokompas · variometer · radiohoogtemeter · vliegtuigelektronica